# Rijpma's polder
De Rijpma's polder is een voormalig waterschap in de provincie Groningen.
Hoewel C.C. Geertsema de polder noemt in zijn naslagwerk over de Groninger waterschappen van 1910, komt hij tot de conclusie dat het waterschap de facto niet meer bestaat, omdat de molen kort na de aanleg van de dijk van Zoutkamp naar de Nittershoek is afgebroken. Ook op de bij het boek behorende kaarten is de polder niet ingetekend, zodat vanuit die bron onbekend is waar deze exact heeft gelegen. Geertsema noemt alleen dat het schap in de (voormalige) gemeente Grootegast lag.
Wat meer details zijn te vinden in een inventaris van Noorderzijlvest. Hier is te lezen dat het schapje in de noordwestelijke hoek van de weg van Westerzand en de Grootegastemertocht lag, ten noorden van de Westzandemermolenpolder en dat de eigenaren Jan en Sake Berends Rijpma waren.

## Naam
De polder moet niet worden verward met de (Nieuwe) Rijpmapolder.